# ルカ・アントニーニ
ルカ・アントニーニ（Luca Antonini, 1982年8月4日 - ）はイタリア・ロンバルディア州ミラノ出身の元サッカー選手。ポジションはDF。主に左サイドバックで使われるが、右サイドバックもこなす。

## 経歴
ルカ・アントニーニはACミランのユース出身の選手でユースに11年間在籍した後、2000-2001シーズンにトップチームでキャリアをスタートする。しかし、ミランでは出場機会はなく、その後レンタル移籍を繰り返す。そして2003年夏にレンタル先での活躍が認められ、セリエAのUCサンプドリアに保有権の半分を買い取られる形で移籍を果たし、2003年12月13日対ACペルージャ戦でセリエAデビュー。その後はまたレンタル移籍を繰り返し、2007年夏にエンポリFCに保有権の半分を買い取られ移籍をする。エンポリではUEFAカップに初出場した。
2008年夏に引退したセルジーニョの代わりとしてミランに復帰を果たす。カルロ・アンチェロッティがミランの監督をしていた時はあまり出場機会がなく、ベンチを温める日々が続いたが、アンチェロッティが退団し、レオナルドが監督となると左サイドバックのレギュラーポジションを確保。コンスタントに活躍を続け、イタリア代表に選ばれるまでに成長した。
2013年8月31日、ヴァルテル・ビルサとのトレードでジェノアCFCに移籍決定。2015年9月4日、セリエBに昇格したアスコリ・ピッキオFC 1898と2年契約を結んだ。翌年2月1日、ASリヴォルノ・カルチョにローンで加入した。
2016年7月22日、ACプラートに復帰した。11月23日、現役引退を発表した。

## エピソード
背番号の77番は、自身の憧れであるジャンルカ・ザンブロッタの生年 (1977年) から由来していた。

## タイトル
ミラン
- トルネオ・ディ・ヴィアレッジョ : 1999, 2001
- セリエA : 2010-11
- スーペルコッパ・イタリアーナ : 2011